# Кен Клі
Кен Клі (англ. Ken Klee, нар. 24 квітня 1971, Індіанаполіс) — американський хокеїст, що грав на позиції захисника. Грав за збірну команду США.
Провів понад 900 матчів у Національній хокейній лізі. 

## Ігрова кар'єра
Хокейну кар'єру розпочав 1989 року.
1990 року був обраний на драфті НХЛ під 177-м загальним номером командою «Вашингтон Кепіталс». 
Протягом професійної клубної ігрової кар'єри, що тривала 18 років, захищав кольори команд «Вашингтон Кепіталс», «Торонто Мейпл-Ліфс», «Нью-Джерсі Девілс», «Колорадо Аваланч», «Атланта Трешерс», «Анагайм Дакс» та «Фінікс Койотс».
8 березня 2006, «Торонто Мейпл-Ліфс» обміняв його на росіянина Олександра Суглобова. Це єдиний випадок обміну Кена як гравця за всю кар'єру хокеїста, решта змін команд проходила за власної ініціативи захисника.
Загалом провів 985 матчів у НХЛ, включаючи 51 гру плей-оф Кубка Стенлі.
Був гравцем молодіжної збірної США, у складі якої брав участь у 7 іграх. Виступав за дорослу збірну США, на головних турнірах світового хокею провів 14 ігор в її складі.

## Тренерська кар'єра
У 2014 розпочав тренерську кар'єру очоловши жіночу юніорську збірну США, а згодом і жіночу збірну США. 18 липня 2017 звільнився з посади головного тренера жіночих збірних та прийняв пропозицію стати помічником головного тренера команди АХЛ «Сірак'юс Кранч».

## Статистика

### Клубні виступи
| Сезон        | Клуб                   | Ліга         | Регулярний сезон | Регулярний сезон | Регулярний сезон | Регулярний сезон | Регулярний сезон | Плей-оф | Плей-оф | Плей-оф | Плей-оф | Плей-оф |
| Сезон        | Клуб                   | Ліга         | І                | Г                | П                | О                | ШХ               | І       | Г       | П       | О       | ШХ      |
| ------------ | ---------------------- | ------------ | ---------------- | ---------------- | ---------------- | ---------------- | ---------------- | ------- | ------- | ------- | ------- | ------- |
| 1989–90      | «Бовлінг Грін Фалконс» | НКАА         | 39               | 0                | 5                | 5                | 52               | —       | —       | —       | —       | —       |
| 1990–91      | «Бовлінг Грін Фалконс» | НКАА         | 37               | 7                | 28               | 35               | 50               | —       | —       | —       | —       | —       |
| 1991–92      | «Бовлінг Грін Фалконс» | НКАА         | 10               | 0                | 1                | 1                | 14               | —       | —       | —       | —       | —       |
| 1992–93      | «Балтимор Скіпджекс»   | АХЛ          | 77               | 4                | 14               | 18               | 93               | 7       | 0       | 1       | 1       | 15      |
| 1993–94      | «Портленд Пайретс»     | АХЛ          | 65               | 2                | 9                | 11               | 87               | 17      | 1       | 2       | 3       | 14      |
| 1994–95      | «Портленд Пайретс»     | АХЛ          | 49               | 5                | 7                | 12               | 89               | —       | —       | —       | —       | —       |
| 1994–95      | «Вашингтон Кепіталс»   | НХЛ          | 23               | 3                | 1                | 4                | 41               | 7       | 0       | 0       | 0       | 4       |
| 1995–96      | «Вашингтон Кепіталс»   | НХЛ          | 66               | 8                | 3                | 11               | 60               | 1       | 0       | 0       | 0       | 0       |
| 1996–97      | «Вашингтон Кепіталс»   | НХЛ          | 80               | 3                | 8                | 11               | 115              | —       | —       | —       | —       | —       |
| 1997–98      | «Вашингтон Кепіталс»   | НХЛ          | 51               | 4                | 2                | 6                | 46               | 9       | 1       | 0       | 1       | 10      |
| 1998–99      | «Вашингтон Кепіталс»   | НХЛ          | 78               | 7                | 13               | 20               | 80               | —       | —       | —       | —       | —       |
| 1999–00      | «Вашингтон Кепіталс»   | НХЛ          | 80               | 7                | 13               | 20               | 79               | 5       | 0       | 1       | 1       | 10      |
| 2000–01      | «Вашингтон Кепіталс»   | НХЛ          | 54               | 2                | 4                | 6                | 60               | 6       | 0       | 1       | 1       | 8       |
| 2001–02      | «Вашингтон Кепіталс»   | НХЛ          | 68               | 8                | 8                | 16               | 38               | —       | —       | —       | —       | —       |
| 2002–03      | «Вашингтон Кепіталс»   | НХЛ          | 70               | 1                | 16               | 17               | 89               | 6       | 0       | 0       | 0       | 6       |
| 2003–04      | «Торонто Мейпл-Ліфс»   | НХЛ          | 66               | 4                | 25               | 29               | 36               | 11      | 0       | 0       | 0       | 6       |
| 2005–06      | «Торонто Мейпл-Ліфс»   | НХЛ          | 56               | 3                | 12               | 15               | 66               | —       | —       | —       | —       | —       |
| 2005–06      | «Нью-Джерсі Девілс»    | НХЛ          | 18               | 0                | 0                | 0                | 14               | 6       | 1       | 0       | 1       | 6       |
| 2006–07      | «Колорадо Аваланч»     | НХЛ          | 81               | 3                | 16               | 19               | 68               | —       | —       | —       | —       | —       |
| 2007–08      | «Атланта Трешерс»      | НХЛ          | 72               | 1                | 9                | 10               | 60               | —       | —       | —       | —       | —       |
| 2008–09      | «Анагайм Дакс»         | НХЛ          | 3                | 0                | 0                | 0                | 4                | —       | —       | —       | —       | —       |
| 2008–09      | «Фінікс Койотс»        | НХЛ          | 68               | 1                | 10               | 11               | 24               | —       | —       | —       | —       | —       |
| Усього в НХЛ | Усього в НХЛ           | Усього в НХЛ | 934              | 55               | 140              | 195              | 880              | 51      | 2       | 2       | 4       | 50      |

### Збірна
| Рік                | Команда            | Турнір             | Місце              | І  | Г | П | О | ШХ |
| ------------------ | ------------------ | ------------------ | ------------------ | -- | - | - | - | -- |
| 1991               | США                | МЧС                | 4-е                | 7  | 1 | 1 | 2 | 2  |
| 1992               | США                | ЧС                 | 7-е                | 2  | 0 | 0 | 0 | 0  |
| 1997               | США                | ЧС                 | 6-е                | 8  | 1 | 0 | 1 | 12 |
| 2004               | США                | КС                 | 4-е                | 4  | 0 | 0 | 0 | 0  |
| Молодіжна збірна   | Молодіжна збірна   | Молодіжна збірна   | Молодіжна збірна   | 7  | 1 | 1 | 2 | 2  |
| Національна збірна | Національна збірна | Національна збірна | Національна збірна | 14 | 1 | 0 | 1 | 12 |